# グレース・チザム・ヤング
グレース・チザム・ヤング（英: Grace Chisholm Young、旧姓: チザム、1868年3月15日 - 1944年3月29日
）は、イングランドの数学者。ガートン・カレッジで学んだのち、ドイツのゲッティンゲン大学にて1895年に博士号を獲得した。初期の著作は夫のウィリアム・ヘンリー・ヤングの名を借りて発表され、夫妻は生涯を通して、数学の研究で助け合った。微分積分学の著作を称えて、ガートン・カレッジよりギャンブル賞（Gamble Prize）を授与された。

## 生い立ち
チザムは4人（うち、生き残ったのは3人）きょうだいの末子であった。父は公務員で、度量衡部門の長を担当していた。きょうだいのうち、2人の姉妹は家庭内で両親とガヴァネスから教育を受けた。兄に、ブリタニカ百科事典の編集者であったヒュー・チザムがいる。グレース・チザムは家族からロンドンの貧しい人々を助けるソーシャルワークをすることを望まれていた。チザム自身は医学を学びたかったが、両親はこれを許さなかった。それでも学び続けたいと願い、17歳にしてケンブリッジ大学のシニア試験に合格した。その成績から、サー・フランシス・ゴールドスミッド奨学金（Sir Francis Goldsmid Scholarship）を獲得した。

## 教育
1899年、22歳でガートン・カレッジに入学した。医学を学びたかったものの、母の反対があったので、父に助けを求めて、最終的に数学を学ぶことを決めた。初年度の終わりの評定において、Second Class のトップとなった（1つ上にはイザベル・マディソンがいた）。1893年、first-class の学位に相当する成績で卒業試験に合格した。男性生徒112人と比べると23位と24位の間の成績であった。 
チザムは1892年にオックスフォード大学の数学科の Final Honours School 試験を（非公式に、かつマディソンとともに）受験して、他のオックスフォード大学の学生とは比類ない結果を収めた。その結果、オックスフォード大学とケンブリッジ大学の両方の First class degree を獲得した初めての人物となった（マディソンもチザムも公式には表彰されていない）。
また、学術のキャリアを歩むことを期待して、数学トライポスのPart IIを満了するために、追加で1年間、ケンブリッジに残った。
チザムはそのまま研究を続けることを望んだが、当時のイギリスでは女性の大学院への入学が認められていなかったので、代わりにドイツのゲッティンゲン大学へ向かい、フェリックス・クラインの下で学んだ。ゲッティンゲン大学は世界でも数学研究の中心として知られていた。 チザムは幸運にもすでにドイツ語を習得していた。チザムの入学はベルリン文化省の承認を得る必要があり、また女性の大学への入学の試験的な役割を担った。1895年、27歳にてチザムは数学の博士号を獲得した。学位試験を受けるには、再び政府の了承が必要であった。幾何学、微分方程式、物理学、天文学、チザムの博士論文の主題項目など幾つかの分野の教授から、ドイツ語で厳正な質疑を受けた。また、幅広い知識を示すために様々な講座を受講し、更に論文を書く必要があった。この際に、博士論文として  Algebraisch-gruppentheoretische Untersuchungen zur sphärischen Trigonometrie （「球面三角法の代数群」）を執筆した。

## 研究
1896年にイングランドに帰還し、ゲッティンゲン大学で始めた彗星の軌道決定の方程式の研究を再開した。夫ウィリアム・ヘンリー・ヤングは数学教育を続けた。しかし1897年にクラインに促されてヤング夫妻はともにゲッティンゲンへ帰った。両者ともに特論に出席し、グレースが数学研究をしている間、ウィリアムは初めて創造的な仕事を始めた。近代幾何学を学ぶためにイタリアのトリノ大学へ出かけたり、クラインの指導の下で集合論の新しく開拓された分野を研究したりすることもあった。およそ1901年頃から、ヤング夫妻は共著を始めた。主に実変数関数論を主題とし、グレースがゲッティンゲン大学で学んだ新たな考えが大きく影響していた。1908年、スイスのジュネーヴに越して、ウィリアムがインドやイギリスで学術の職に就いていた間も、グレースはスイスに根付いていた。
彼らの論文はほとんどが共著の形をとっていたが、その大部分はグレースの書いたものだとされる。また、彼女は夫の作品より造詣が深く、重要な仕事を独自に行った。総じて214の論文と4つの書籍が共著として発表された。1914年からは自身の名でも作品を発表し始め、1915年にエッセイ On infinite derivates を称えてガートン・カレッジより数学のギャンブル・メダルが授与された。この作品はより現実的に分子の運動を見ることのできる顕微鏡の発達に影響されている。1914年から1916年の間の、任意関数の導関数の関係に関する論文はダンジョワ–ヤング–サックスの定理に寄与した。
夫妻の著作した初等幾何学の書籍 The First Book of Geometry （1905年）は、4言語に翻訳されている。1906年の The Theory of Sets of Points は集合論の初の教科書であった。

## 私生活
1896年にゲッティンゲン大学でPhDを獲得して同年にウィリアム・ヘンリー・ヤングと結婚した。ウィリアムはケンブリッジ大学時代に一時期グレースのチューターを務め、グレースがウィリアムに博士論文の複製を送った後に親しくなった。ウィリアムは当初天文学で共著することを提案したが、結局天文学ついて追求することはなかった。9年のうちに6人の子を儲けた。 

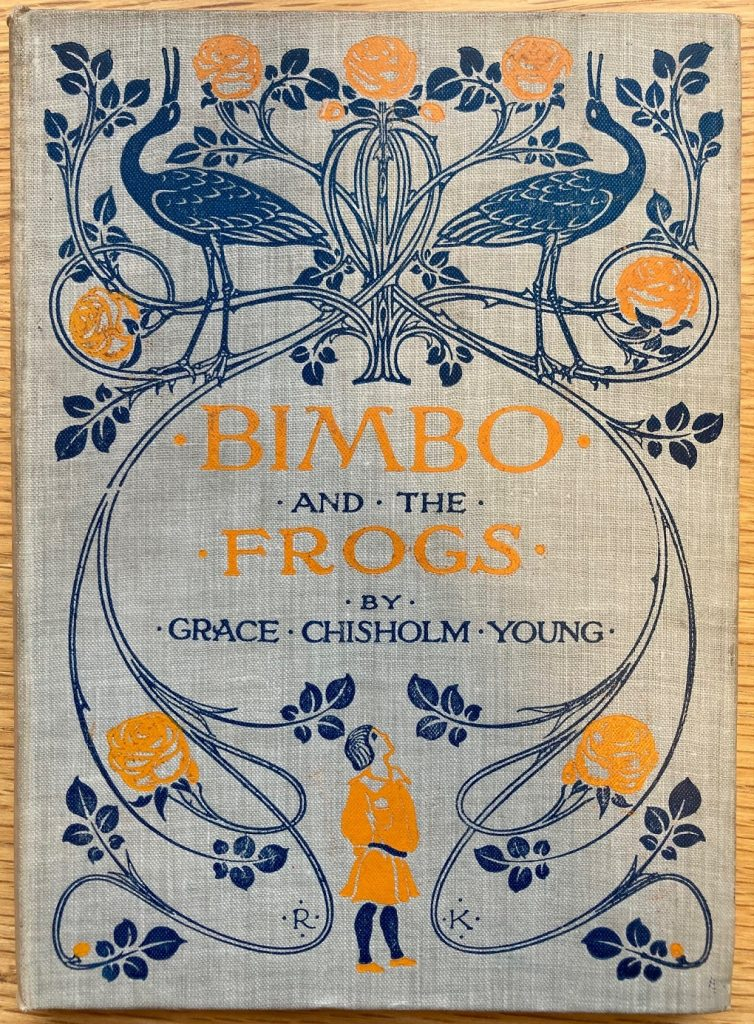
アリス・B・ウッドウォードのデザインした Book Bimbo and the frogs 。

ヤングは、当時女性に参入障壁のあった学問において重要な役割を果たしただけでなく、医学学位のインターンシップを除くすべての要件を完了した。更に6つの言語を習得しており、子供に楽器を教えることもあった。また児童書として2つの書籍（Bimbo: A Little Real Story for Jill and Molly （1905年）、 Bimbo and the Frogs: Another Real Story （1907年））を出版した。前者は赤ちゃんがどこから来たのかということを説明するもので、後者は細胞についての話を収録している。ヤングらの初等幾何学の書籍は彼らが息子を教育する中で思いついたものである。1929年、16世紀の歴史の小説 The Crown of England の執筆を始めた。5年をかけて制作したが、発表されることはなかった。
第二次世界大戦が勃発して、ヤングは1940年に2人の孫を連れてスイスを去りイングランドに帰った。ヤングはすぐに帰る計画を練っていたがフランスの陥落で計画は破綻した。ウィリアムは一人残って1942年に没した。その後2年後にグレースも心臓病を患って没した。
6人の子どものうち、3人は数学を学び（うち2人はローレンス・チザム・ヤングとロザリンド・タナー）、娘1人（ジャネット、Janet）は物理学者、息子1人（パトリック、Patrick）は化学者となった。長男のフランク（Frank）は第一次世界大戦で飛行機墜落により戦死した。フランクの死はヤング夫妻を絶望たらしめて、数学の創造力の減衰の一因となってしまった。14人の孫の一人には、数学者シルヴィア・ウィーガンドがいる。

## 遺産
1996年シルヴィア・ウィーガンドとその夫ロジャーはネブラスカ大学の大学院生のフェローシップとしてヤング夫妻の名を冠する賞である Grace Chisholm Young and William Henry Young Award を設置した。 